# Surviving Disaster
Surviving Disaster, conocido en España como Cómo sobrevivir al desastre es una serie de Spike TV que en forma de docudrama narra los posibles efectos y medidas a tomar en caso de desastres, ya sean naturales o humanos.
Presentado por el ex marine y SEAL Cade Courtley, cada episodio narra la peor situación que puede darse en los casos tratados y lo que los espectadores pueden hacer para sobrevivir a ellos. 
Hasta el momento solo ha habido diez episodios, y la serie no ha sido renovada para una segunda temporada.[cita requerida] En España la emitió Nitro, los miércoles por la noche.

## Argumento
Cada episodio muestra a Cade Courtley con un grupo de usualmente cinco miembros en una situación desastrosa. El desastre es presentado en la peor situación mientras Courtley da consejos y trucos basados en la situación sobre cómo sobrevivir. En algunas ocasiones la serie puede describir dos o más escenarios pero hablando del mismo desastre — una explosión nuclear a distancias diferentes, un rapto o invasión en el domicilio en diferentes circunstancias o aislándose de una pandemia en casa, pero a la vez saliendo a recoger víveres. En estos casos, Courtley participa en los dos escenarios a la vez. 

## Episodios
| N.º | #  | Título                | Director   | Escritor                      | Fecha de estreno original | Fecha y hora de estreno en España en Nitro | Código producción | Audiencia en USA (millones) Audiencia en España |
| --- | -- | --------------------- | ---------- | ----------------------------- | ------------------------- | ------------------------------------------ | ----------------- | ----------------------------------------------- |
| 1 | 1  | — «Secuestro»         | Tim Conrad | John Slaughter y Todd Hurvitz | 1 de septiembre de 2009   | 5 de enero de 2011                         | —                 | —                                               |
| En este episodio Cade lucha contra terroristas que secuestran un avión. Enseña a cómo convertir objetos usuales en armas, cómo vencer a los secuestradores suicidas y cómo pilotar y aterrizar un avión.                                                       |    |                       |            |                               |                           |                                            |                   |                                                 |
| 1 | 2  | — «Fuego»             | Tim Conrad | John Slaughter y Todd Hurvitz | 8 de septiembre de 2009   | —                                          | —                 | —                                               |
| En este episodio un día de oficina se convierte en un infierno. Cade te enseña a maniobrar a través de las llamas, abrir rutas y atravesar paredes. |    |                       |            |                               |                           |                                            |                   |                                                 |
| 1 | 3  | — «Huracán»           | Tim Conrad | John Slaughter y Todd Hurvitz | 15 de septiembre de 2009  | —                                          | —                 | —                                               |
| Cade muestra cómo escapar a un huracán que llega a la ciudad, como maniobrar a través de las calles inundadas, cruzar ríos con un caudal elevado para llegar a zonas más elevadas y construir barricadas.                                                      |    |                       |            |                               |                           |                                            |                   |                                                 |
| 1 | 4  | — «Invasión de hogar» | Tim Conrad | John Slaughter y Todd Hurvitz | 22 de septiembre de 2009  | —                                          | —                 | —                                               |
| Cade te enseña a defenderte de unos criminales que entran en tu casa, a defenderte si no puedes huir. Aprenderás a como escapar y a trazar un plan para ello.                                                                                                  |    |                       |            |                               |                           |                                            |                   |                                                 |
| 1 | 5  | — «Avalancha»         | Tim Conrad | John Slaughter y Todd Hurvitz | 29 de septiembre de 2009  | —                                          | —                 | —                                               |
| Cadley te enseña a sobrevivir a una avalancha usando los últimos métodos de supervivencia militares, a sobrevivir en noches de temperaturas bajo cero. |    |                       |            |                               |                           |                                            |                   |                                                 |
| 1 | 6  | — «Perdido en el mar» | Tim Conrad | John Slaughter y Todd Hurvitz | 6 de octubre de 2009      | —                                          | —                 | —                                               |
| Después de una tormenta te encuentras en mitad del mar, Cade te enseña a cómo sobrevivir en un bote salvavidas. |    |                       |            |                               |                           |                                            |                   |                                                 |
| 1 | 7  | — «Tiroteo»           | Tim Conrad | John Slaughter y Todd Hurvitz | 13 de octubre de 2009     | 2 de marzo de 2011                         | —                 | —                                               |
| Un grupo de terroristas toma un centro comercial, Cade te enseña a como escapar evitándolos, a construir un silenciador con los objetos del centro, y finalmente a escapar del interior y cómo reaccionar ante la policía para no ser tomados por terroristas. |    |                       |            |                               |                           |                                            |                   |                                                 |
| 1 | 8  | — «Ataque nuclear»    | Tim Conrad | John Slaughter y Todd Hurvitz | 20 de octubre de 2009     | —                                          | —                 | —                                               |
| Después de que una bomba atómica haya sido detonada, Cade te muestra lo que tienes que hacer en los 20 primeros minutos. |    |                       |            |                               |                           |                                            |                   |                                                 |
| 1 | 9  | — «Pandemia»          | Tim Conrad | John Slaughter y Todd Hurvitz | 3 de noviembre de 2009    | 16 de marzo de 2011                        | —                 | —                                               |
| Después de que unos terroristas hayan contaminado el aire con un virus, se desata una pandemia, Cade te enseña a cómo sobrevivir en casa, montando una sala de cuarentena, racionar alimentos, y dónde recoger más.                                            |    |                       |            |                               |                           |                                            |                   |                                                 |
| 1 | 10 | —                     | Tim Conrad | John Slaughter y Todd Hurvitz | 10 de noviembre de 2009   | 24 de marzo de 2011                        | —                 | —                                               |
| Cade te muestra como sobrevivir a un terremoto devastador en mitad de la ciudad, a escapar si quedas sepultado, y cómo salvaguardar tu casa. |    |                       |            |                               |                           |                                            |                   |                                                 |